# Abhorsen
{{revisão-sobre}}
Abhorsen é o título do romance de fantasia escrito por Garth Nix, publicado pela primeira vez em 2003. É o terceiro e último livro de sua série de livros, Old Kingdom.
Abhorsen é um Título do Descendente de uma das 5 Grandes Linhagens Sanguíneas que tem como antepassados 5 dos Grandes Seres da Magia. O Abhorsen Luta contra os Necromantes, pessoas que trazem os mortos a vida para conseguir o poder no Reino dos Vivos, Ele é o único a quem é permitido usar os Sinos de Poder Livremente, enquanto os Necromantes libertam o Abhorsen aprisiona e envia para a Morte os que lá devem ficar. Os seus Sinos São;
Ranna, o portador do sono, o som doce e baixo que trazia o silêncio na sua esteira.
Mosrael O segundo sino, irritante e turbulento. Mosrael era o despertador,o sino cujo som era um balanço, empurrando o
tocador mais em direção à Morte, tal como trazia, o ouvinte de volta à Vida.
Kibeth o Caminheiro. Um sino de vários sons, difícil e obstinado.Conseguia dar liberdade de movimentos a um dos Mortos ou acompanhá-lo na travessia do próximo portão. Muitos necromantes tinha-se enganado a respeito de Kibeth e ido para
onde não queriam.
Dyrim - Um sino musical, de timbre cristalino e belo. Dyrim era a voz que os Mortos tão frequentemente perdiam. Mas Dyrim também podia calar uma língua que se movia com muita liberdade.
Belgaer - Outro sino traiçoeiro, que tentava tocar de modo próprio. Belgaer era o sino do pensamento, o sino que a maior parte dos necromantes se recusava a usar. Conseguia restituir o pensamento independente e todos os padrões de uma pessoa viva.
Ou, se caísse em mão descuidada, apagá-los.
Saraneth - O sino mais profundo, mais baixo. O som da força. Saraneth era aprisionador, o sino que prendia os Mortos à vontade do manipulador.
Astarael o Pesaroso - Astarael era ainda o banidor, o último sino. Devidamente tocado, lançava todos os que o ouviam na Morte. Todos, inclusive o tocador.